# 智永
智永（？—？），本姓王，名法极，法名智永，东晋书法家王羲之的第七世孙，陈、隋间山阴（今浙江绍兴）永欣寺僧人。
继承师法，精勤书艺，相传曾手写《真草千字文》八百余本，分送浙东诸寺庙；当时求书者很多，住处门檻踏损，裹以铁皮，号为“铁门檻”；虞世南得其传授，影响初唐書學。
傳說智永藏有其祖王羲之的《蘭亭集序》真跡，圓寂前傳予弟子辨才和尚，據後來出仕唐太宗的虞世南證實曾見過。太宗渴求此珍寶，不惜用盡各種手段，皆不能得。直到派出監察御史蕭翼，偽裝成一落魄書生，來到永欣寺與辨才交好，後又趁其外出不備，盜走《蘭亭》。辨才老和尚發現墨寶被竊後，大叫一聲，昏絕於地，良久方醒，自覺愧對師父，一年後抑鬱而終。